# Węglarz (góra)
Węglarz (niem. Kohllehne) – zbocze górskie w południowo-zachodniej Polsce w Sudetach Środkowych w Górach Sowich.
Zbocze położone na terenie Parku Krajobrazowego Gór Sowich, w północno-środkowej części pasma Gór Sowich, około 1,8 km na północny wschód od Wielkiej Sowy.
Północno-wschodnie rozległe strome zbocze góry Młyńsko (777 m n.p.m.), w pobliżu ich najwyższego szczytu – Wielkiej Sowy (1015 m n.p.m.). Zbocza porośnięte w całości lasem regla dolnego.

## Turystyka
Przez zbocze prowadzą piesze szlaki turystyczne: 
- niebieski – odcinek europejskiego długodystansowego szlaku pieszego E3, prowadzący z Wielkiej Sowy do Srebrnej Góry,
- zielony – z Ludwikowic Kłodzkich do Rościszowa,
- żółty – z Walimia przez Wielką Sowę do Kamionek.